# Glatt (Thur)
La Glatt è un fiume lungo circa 25 km che scorre in Svizzera nei cantoni di Appenzello Esterno e di San Gallo. Attraversa Herisau e le foreste del comune di Flawil e sfocia nella Thur presso Oberbüren.
La Glatt sorge nel comune di Schwellbrunn. Nei pressi di Herisau riceve le acque del Wissbach, quindi scorre attraverso una profonda forra, oltrepassando una grotta di salnitro e attraversando il ponte ferroviario Flawil-Gossau verso la località Oberglatt del comune di Flawil. A Niederglatt, località del comune di Oberuzwil, il Glatt forma una zona golenale d'importanza nazionale con numerosi meandri. Confluisce nella Thur al confine tra Uzwil e Oberbüren. La Glatt è caratterizzata da varie centrali elettriche di piccole dimensioni risalenti agli inizi della produzione idroelettrica.

## Origine del nome
In tedesco il termine Glatt è un aggettivo sostantivato che significa "liscio, calmo, scorrevole" o "luminoso, chiaro" (nel senso di "scorre senza intoppi"). È probabile che la Glatt abbia dato il nome al sito dell'ex-castello di Glattburg sopra la località di Niederglatt, che a sua volta ha dato il nome alla famiglia ministeriale dei Giel von Glattburg.

## Geografia

### Corso
Tra parentesi la chilometrizzazione del Glatt (km 0 = confluenza con la Thur).

#### Dalla sorgente alla confluenza del Wissbach
La Glatt nasce sottoterra nel comune di Schwellbrunn (km 25,45). La fabbrica di finissaggio tessile Cilander ha stabilimenti lungo la Glatt sia a Herisau che nella località di Isenhammer. L'acqua della Glatt è stata utilizzata per l'attività della fabbrica, cosa che ha comportato un inquinamento del fiume.
Nel XIX secolo, a nord della Glatt, precisamente tra Herisau e la confluenza con il Wissbach, si trovava a nord della Glatt la fabbrica di polvere da sparo Marstal. Dopo che l'azienda venne chiusa a causa di diverse esplosioni mortali e il sito venne venduto, la famiglia Zeller la rilevò per iniziare la produzione del cartone. Sebbene l'ipotesi della costruzione di una diga sulla Glatt fu per qualche tempo presa in considerazione, alla fine non venne mai realizzata.

#### Dalla confluenza con il Wissbach fino a Isenhammer
Nel Glatttobel, tra la confluenza con il Wissbach e la confluenza del Dorfbach presso Isenhammer ci sono solo affluenti senza nome.

##### Salpeterhöhle e St. Kolumbanshöhle
Dopo la foce del Wissbach (km 14,85), sulla destra orografica del fiume, si trova la Salpeterhöhle, ossia "Grotta del salnitro", (km 14,05). Il nome deriva dal fatto che qui veniva probabilmente bruciato il salnitro. Non è lontano dalle rovine di Helfenberg (al km 13,6 circa). Secondo una leggenda, il monaco errante irlandese Colombano di Bobbio trascorse la notte con il suo gruppo, che includeva anche San Gallo, in una grotta lungo la Glatt sulla strada da Tuggen a Bregenz. Pertanto, questa grotta è anche chiamata St. Kolumbanshöhle o Kolumbanshöhle ("Grotta di San Colombano" o "Grotta di Colombano") - sebbene non sia chiaro se tale grotta non fosse invece un'altra grotta più a valle del fiume non lontano dal ponte ferroviario FFS. In precedenza la Salpeterhöhle era una destinazione molto frequentata, ma l'accesso fu vietato da maggio 1998 a causa del rischio di crolli. Vicino alla grotta si trova un'area per i barbecue.

##### Diga di Buchholz

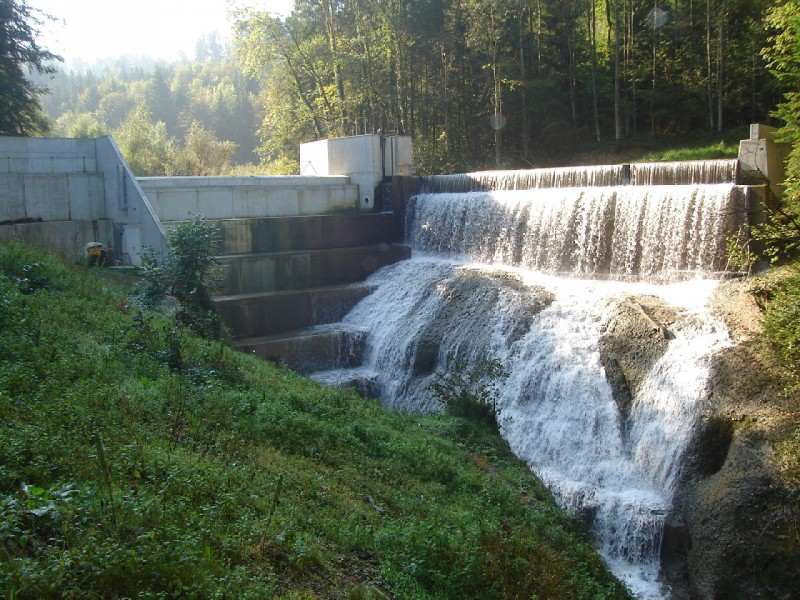
La odierna centrale elettrica di Buchholz

Poco dopo la grotta si trova una diga (km 13.48). I fratelli Eberle del sottostante mulino Kressbrunnen fecero costruire intorno al 1892 una diga in cemento nel letto della Glatt; soprannominata "Eberleweiher" (circa al km 14.0–13.48), si trova all'altezza delle rovine di Helfenberg. Il muro della diga aveva una corona lunga 48 metri. L'impianto degli Eberle è considerato il secondo più antico nel registro delle dighe svizzere. Una conduttura dell'acqua pressurizzata lunga 700 metri portava dall'Eberleweiher alla turbina sottostante, che poteva sempre essere utilizzata a pieno regime con una potenza di 110 kW. Un incendio nel mulino nel 1909 segnò la fine della diga: lo stagno, che a volte aveva un volume di accumulo di 250.000 m³, iniziò ad insabbiarsi e si sviluppò una zona golenale.
La diga in quanto tale rimase inutilizzata per decenni fino a quando negli anni 1980 ci si rese conto della necessità di un intervento. All'inizio venne presa in considerazione la demolizione della diga. Alla fine si decise di costruire una centrale idroelettrica, entrata in funzione nel 2006. Nell'ambito della ristrutturazione è stata costruita una chiusa per pesci. Poiché il vecchio muro della diga venne preservato, l'Eberleweiher continuerà a insabbiarsi. La Glattstrom Buchholz AG, che gestisce la piccola centrale idroelettrica, utilizza due turbine ad elica con giranti a cinque pale. Con una portata nominale di 1,35 m³ al secondo e una prevalenza lorda di 14,5 metri, la centrale raggiunge una potenza di 140 kW. La produzione media annua dall'inizio dell'esercizio è di 530.000 kWh.

##### Ponte sulla Glatt vicino a Burgau

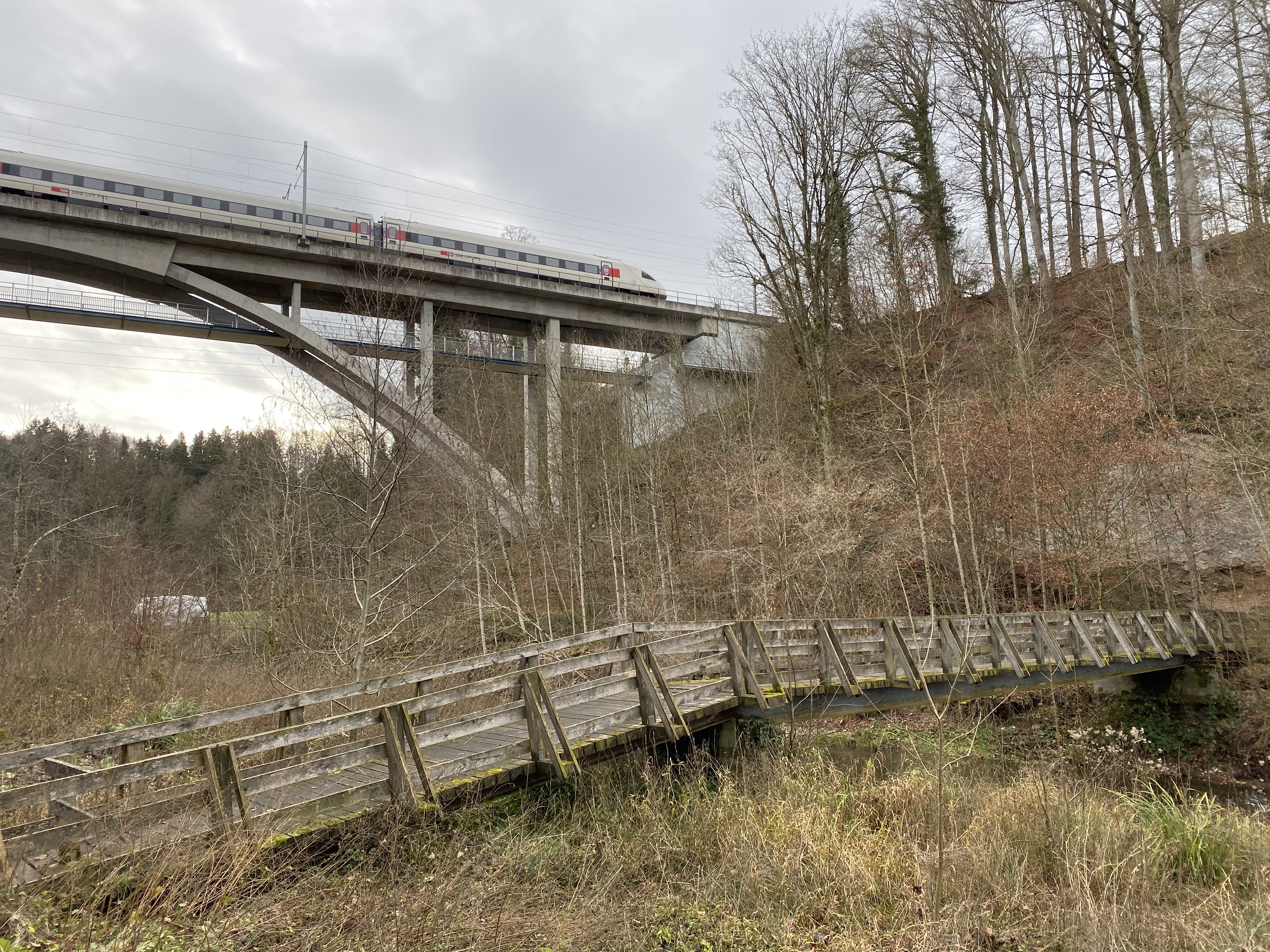
Ponte sulla Glatt (retro) e la passerella militare (fronte) tra Espel e Burgau, 2019.

La linea ferroviaria San Gallo–Winterthur attraversa il Glatt presso Burgau (km 12,9). Il primo ponte sulla Glatt, un ponte a travatura reticolare in acciaio, fu inaugurato nel 1856, il secondo, un ponte ad arco in pietra, fu costruito nel 1924 come parte dell'ampliamento a doppio binario della linea. L'odierno ponte è stato completato nel 1997.
La cosiddetta passerella militare nei pressi del ponte ferroviario (km 12,83) è stata realizzata nel 1988 dalla Divisione di campagna 7. È stato costruito per gli escursionisti che vogliono attraversare la Glatt. Costruita con travi di ferro su pilastri di cemento e ricoperto di assi, questo ponte è lungo 36,8 metri e largo 3 metri ed è progettato per un carico di 0,5 tonnellate. È protetto da ringhiere e non è utilizzabile per il traffico stradale.

##### Turbina della centrale elettrica di Kressbrunnenmühle
Subito dopo il ponte sulla Glatt e la passerella militare, sopra Isenhammer, si trovava l'edificio della turbina della diga di Buchholz, demolita nel 1988 (al km 12,78), con un appartamento di cinque stanze al piano superiore. Si trovava sul lato sinistro del sentiero che porta all'ex cava di ghiaia e all'attuale biotopo di Espel. Nel seminterrato c'era una grande stanza con una nicchia per la turbina della vecchia diga di Buchholz. L'acqua proveniva dall'Eberleweiher attraverso un grande tubo a pressione e poi tornava nella Glatt, dove prima confluiva nel bacino di Isenhammer. La turbina è rimasta in funzione fino al 1950 circa e l'abitazione è stata abitata da famiglie fino al 1965 circa.

##### Bacino di Isenhammer
Subito dopo la turbina, dall'altra parte del fiume prima della confluenza del Dorfbach a Gossau (km 12,44), nella seconda metà dell'Ottocento Secolo, fu creato il laghetto di Isenhammer (presso i km 12,7-12,55). Questo fungeva da bacino di equalizzazione per regolare il fabbisogno idrico dell'impianto di Eisenhammer di Cilander.
 Nel corso dei lavori di rinaturazione, nel 2012 sono stati rimossi lo sbarramento e il laghetto. La Glatt è stata dotata di un canale con diverse isole, il sentiero escursionistico è stato spostato sul lato destro della Glatt e il ponte sul torrente Dorfbach a Gossau è stato ristrutturato. Nella nuova pianura alluvionale dovrebbe sorgere un habitat per anfibi e altri animali; Inoltre, è stato creato un collegamento con le aree di riproduzione degli anfibi di Espel e le cave di ghiaia di Burgauerfeld. L'area protetta di 3,4 ettari è stata venduta a Pro Natura nel 2014.

#### Da Isenhammer alla foce del Thur

##### Isenhammer
Nel 1871 la ditta Tribelhorn e Meyer, dal 1888 Cilander, mise in funzione un impianto di sbiancatura con impianto di canalizzazione poco più a valle di Isenhammer (presso il km 12.0), dopo che l'utilizzo dell'acqua della Glatt in quel luogo era stato autorizzato per un periodo di tempo illimitato, nonostante l'opposizione dei gestori del Bad Buchenthal che temevano un deterioramento della qualità dell'acqua. L'acqua veniva trasportata alla sede aziendale attraverso un canale (afflusso al km 12,4, deflusso al km 11,8). L'acqua è stata utilizzata da Cilander fino al 1980.
Dall'agosto 2008 Alpiq (ex Atel) utilizza la centrale idroelettrica ivi costruita nel 1993. La piccola centrale idroelettrica produce circa 700 MWh di energia elettrica all'anno, che viene venduta alla Technischen Betriebe Flawil. La concessione è valida fino al 2041.

##### Centrale elettrica di Niederglatt
La famiglia Klingler, proprietaria dell'Haslenmühle a Gossau, fece costruire una centrale idroelettrica nel Glattmüli sotto Niederglatt (km 6,25) per rifornire di elettricità il villaggio di Gossau. La concessione fu rilasciata nel 1892 e nel 1893 a Gossau si festeggiava l'inizio dell'illuminazione pubblica elettrica. L'impianto consisteva in uno sbarramento in legno lungo 35 metri, una sala macchine e un canale sotterraneo. Nel 1909 la cooperativa del villaggio Gossau rilevò la struttura. La diga è stata continuamente ricostruita o rinnovata, come ad esempio nel 1910 (costruzione nuova turbina), 1945, 1964 o dopo l'alluvione del 1994. Al 2012 l'energia elettrica generata lì è immessa nella rete dalla Stadtwerke Gossau e offerta ai suoi clienti. Negli anni 2000 la produzione annua di elettricità era di 677 MWh. Esemplari di rospi ostetrici sono presenti nella zona.

##### Löchli
Giacimenti di carbone sono stati documentati nel Löchli, non lontano da Wilen-Watt, sin dagli anni 1830. Sono note estrazioni a partire dagli anni 1860. Durante la seconda guerra mondiale, il carbone veniva estratto in una cava (al km 2,1) per clienti ignoti. La qualità del carbone di molassa non era elevata. I fratelli Bühler sotto Otto Bühler, sui cui terreni si trovano all'epoca i depositi di carbone, fecero comunque redigere una perizia. La conclusione fu che, data la scarsità di carbone dell'epoca, sarebbe comunque valsa la pena estrarlo, ad esempio per il riscaldamento delle caldaie. Tuttavia, non venne effettuata nessuna estrazione vera e propria. Al Löchli c'è una casa plurifamiliare in affitto (al km 2.65).

##### Bad Buchental

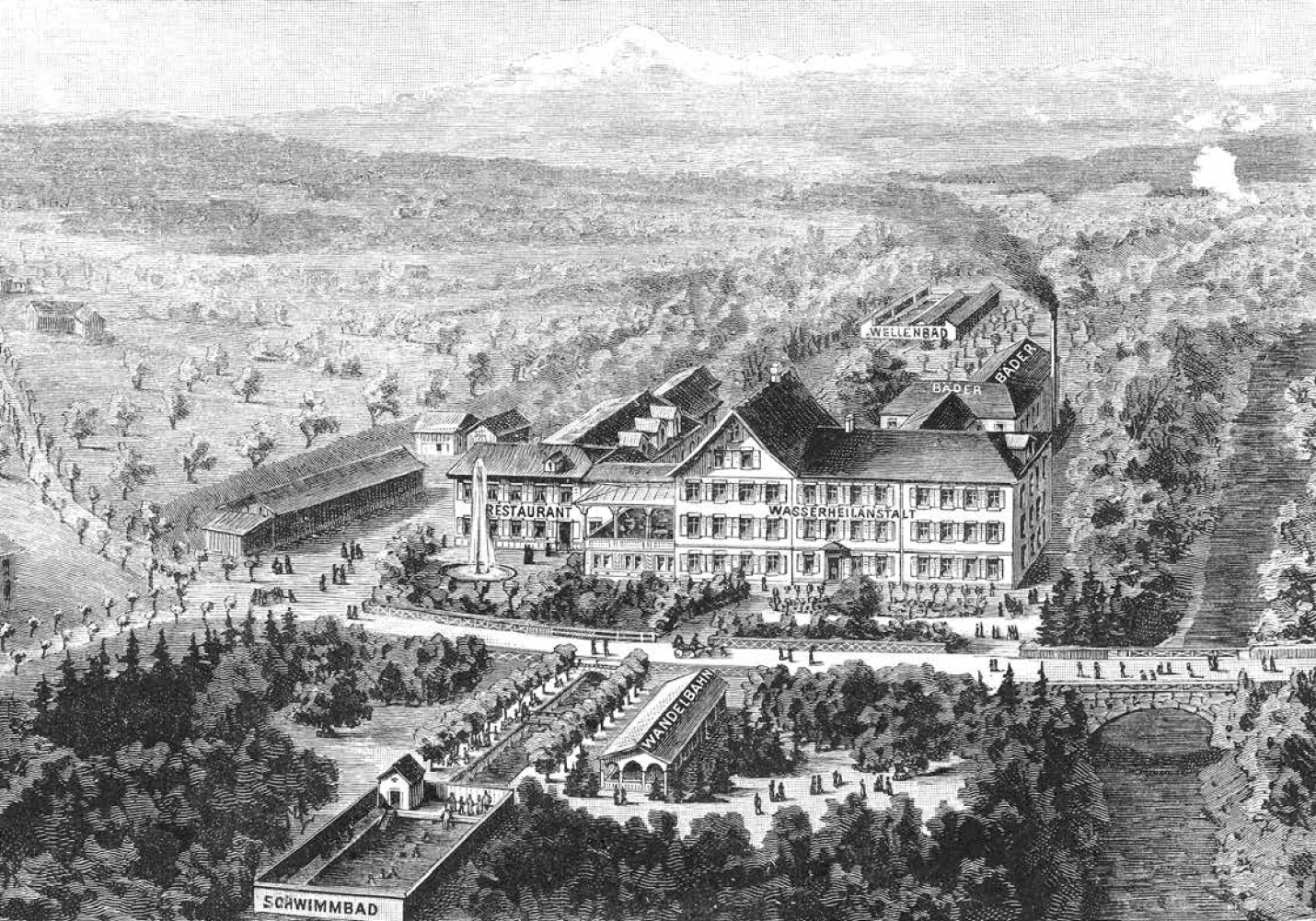
Bad Buchenthal con la Glatt (a sinistra), 1900 circa.

Il centro termale ad acqua fredda di Bad Buchenthal vicino a Oberbüren (Km 1,2–1,1), che esistette dal 1842 al 1907, attingeva l'acqua necessaria dalla Glatt nei pressi di Nutzbuch (Km 1,8).
Nel 2008 è stato aperto la galleria di scarico di Uze. Questa dovrebbe essere in grado di evitare un'alluvione centenaria su Uzwil e Niederuzwil. Durante le piene, la Glatt presso Buchental (km 1.15) assorbe l'acqua in eccesso dell'Uze.

##### Estuario

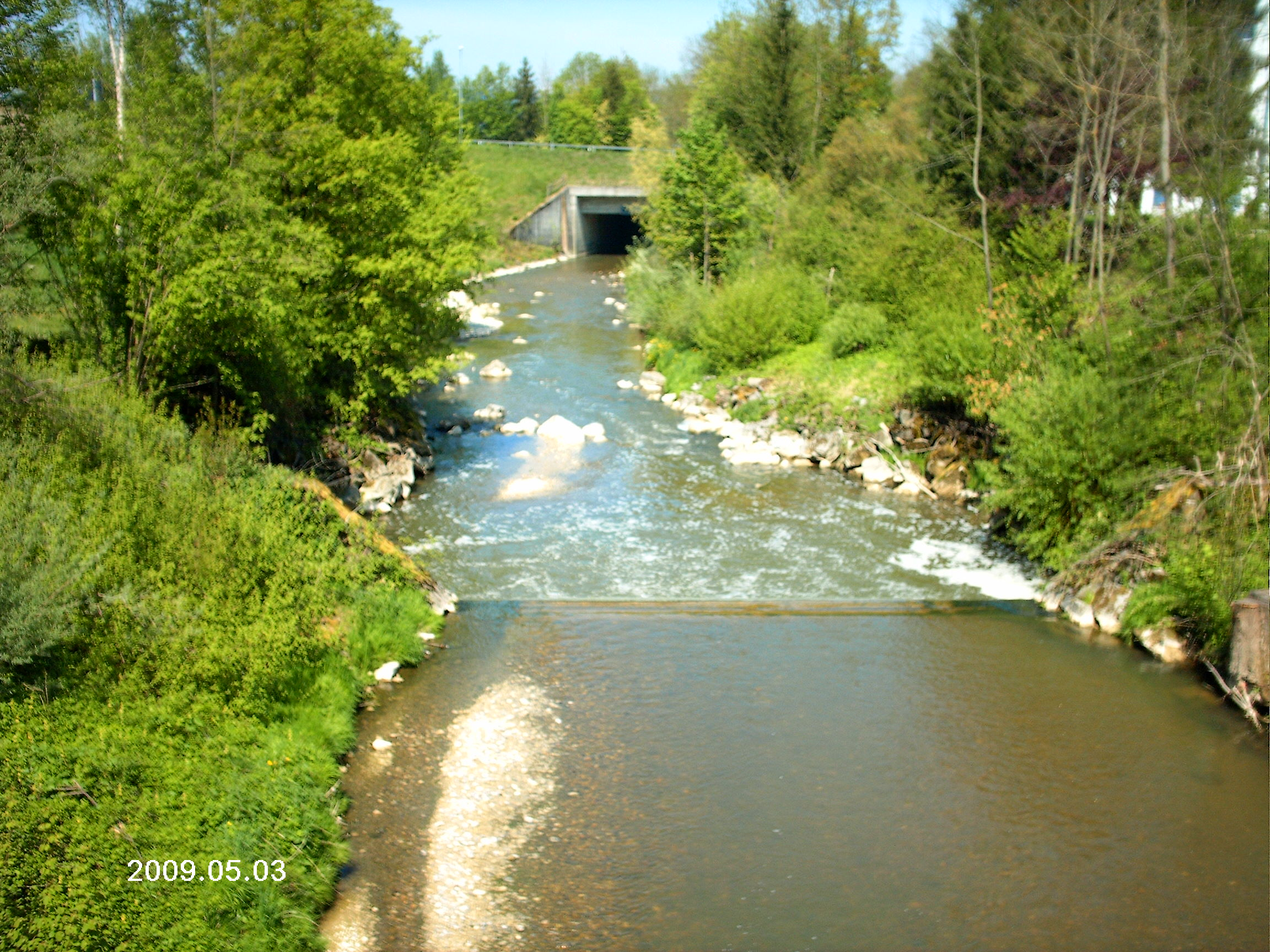
Fiume Glatt presso il comune di Oberbüren, maggio 2009

Dopo Buchental, la Glatt e il relativo sentiero pedonale che segue il corso del fiume, il Glattweg, passano sotto l'accesso autostradale (km 0,97) e l'autostrada A1 (km 0,58). Immediatamente prima della confluenza presso a Oberbürer Thurhof si trova l'ultimo ponte, l'Haslensteg, un ponte coperto in legno per pedoni e biciclette del 1990/1991 (km 0,11). L'Haslensteg ha sostituito sia il precedente ponte risalente alla costruzione della Thurdammweg ("sentiero della diga della Thur) e eretto nel 1970, che la sua sostituzione temporanea dopo che venne spazzato via da un'alluvione nel 1980.

### Bacino idrografico
Il bacino idrografico del Glatt, esteso 90,7 km², si trova nell'altipiano svizzero e viene drenato da esso attraverso la Thur e il Reno fino al Mare del Nord. È formato al 28,5% da superficie boscata, al 54,8% da terreni agricoli, al 15,6% da insediamenti e al 1,1% da terreni improduttivi.
Copertura del suolo
L'altezza media del bacino idrografico è di 741,4 m s.l.m., l'altezza minima è di 479 m s.l.m. e l'altezza massima di 1086 m s.l.m.

### Affluenti
Gli affluenti della Glatt sono:

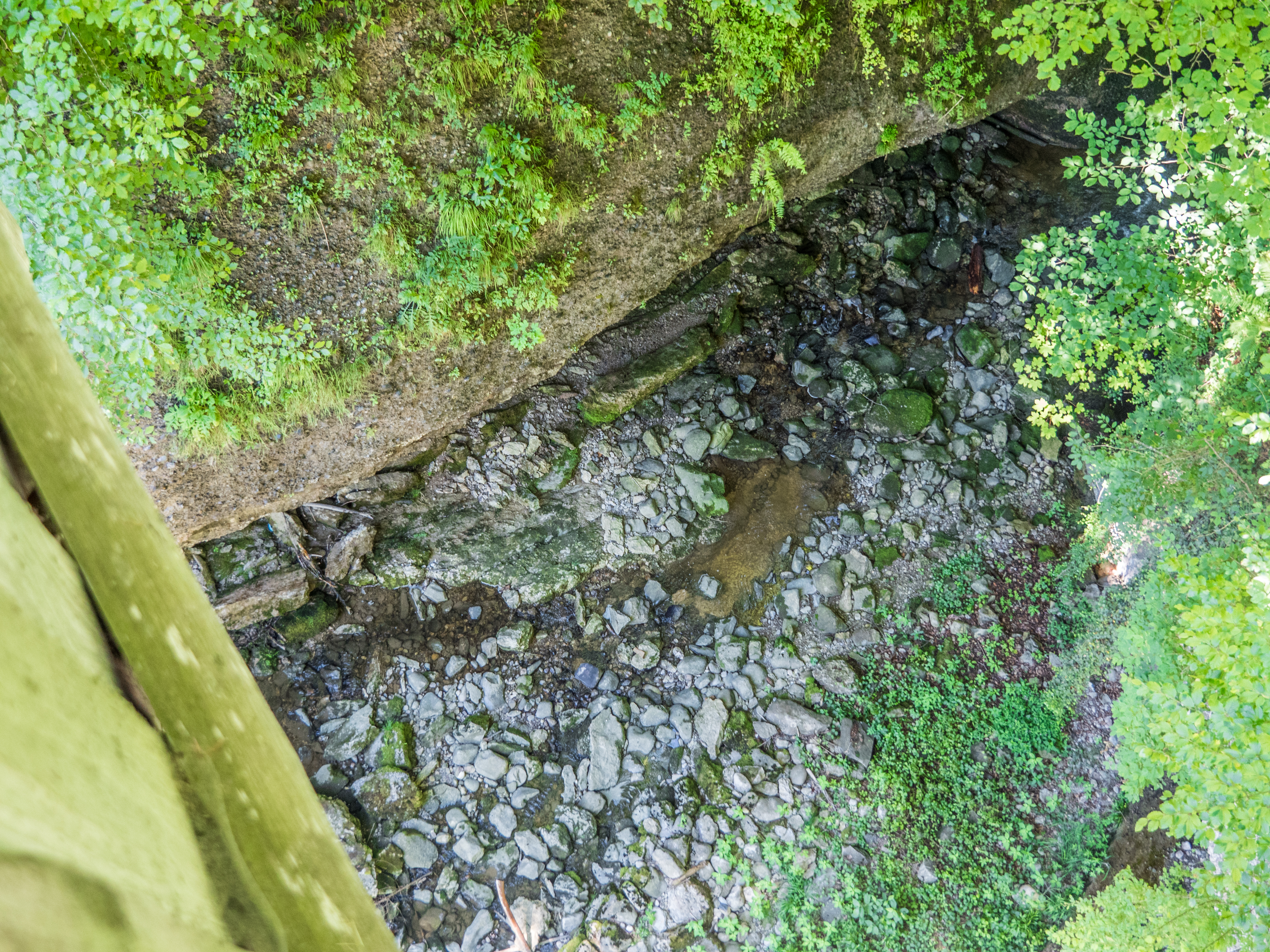
Il fiume Wissback tra Egg e Herisau

- Kellersbergbach e Vollhofstattbach presso Ädelswil (a destra, km 23,75)
- Himmelisbergbach presso Glattmüli (a destra, km 22,95)
- Eggelibach presso Glattmüli (a sinistra, 22,9 km)
- Wisenbach presso Glattmüli (a sinistra, km 22,5)
- Wannebach presso Herisau (a sinistra, km 22,25)
- Dietelswilbach presso Herisau (a destra, km 21,6)
- Schlossbach presso Herisau (a destra, km 21,2)
- Saegebach presso Herisau (a sinistra, km 20,0)
- Hubbach presso Herisau (a sinistra, 19,6 km)
- Burghaldenbach presso Herisau (a destra, 19,05 km)
- Sonnenböhlbach presso Herisau (a destra, 19,0 km)
- Stelzbach presso Herisau (a destra, km 18,6)
- Tüfenaubach presso Herisau (a sinistra, km 18,3)
- Huebbach presso Herisau (a destra, km 17,5)
- Ramsenbach presso Herisau (a sinistra, km 17,1)
- Schwänbergbach presso Schwänberg (a sinistra, km 15,85)
- Wissbach presso Egg (a sinistra, km 14,85, confine cantonale SG/AR)
- Dorfbach Gossau Isenhammer (destra, km 12,45)
- Fischbächli presso Isenhammer (a destra, km 12,25)
- Burgauerbach presso Flawil (a sinistra, km 11,0)
- Sonnenhaldenbach presso Flawil (a destra, km 10,45)
- Goldbach presso Flawil (a sinistra, 9,85 km)
- Winterhaldenbach presso Flawil(a destra, km 9,2)
- Gebhartschwilerbach presso Flawil (a destra, km 9,1)
- Glattburgbach presso Oberuzwil-Niederglatt (a destra, km 6,85)
- Centrale elettrica di Weiher presso Niederglatt (a sinistra, km 6,25)
- Sträzerbach presso Niederglatt (a sinistra, km 6,1)
- Tobelbach presso Niederglatt (a destra km 5,85)
- Schollrütibach presso Niederglatt (a sinistra km 5,65)
- Weingartenbach presso Niederglatt (a destra a 4,35 km)
- Heiterbach presso Oberuzwil (a sinistra km 2,1)
- Galleria di scarico di Uze presso Oberbüren, Buchental (a sinistra, km 1,15)
- Wuerholzbach presso Oberbüren (a destra, km 1,1)

### Idrologia
Presso la stazione di rilevamento di Herisau-Zellersmühle, la sua portata media al 2022 era di 0,49 m³/s e il suo regime di deflusso è di tipo pluvial supérieur.

## Flora e fauna
Un tempo nella Glatt vivevano molte specie diverse di pesci. Negli anni 1970 c'erano solo poche riserve ittiche a causa del forte inquinamento. Oggi la qualità delle acque è leggermente migliorata, e nella Glatt si possono nuovamente pescare soprattutto le trote fario. Rospi calamita, tritoni crestati, tritoni punteggiati e gamberi di torrente si trovano solo in aree più limitate o come popolazioni residue.

## Ponti

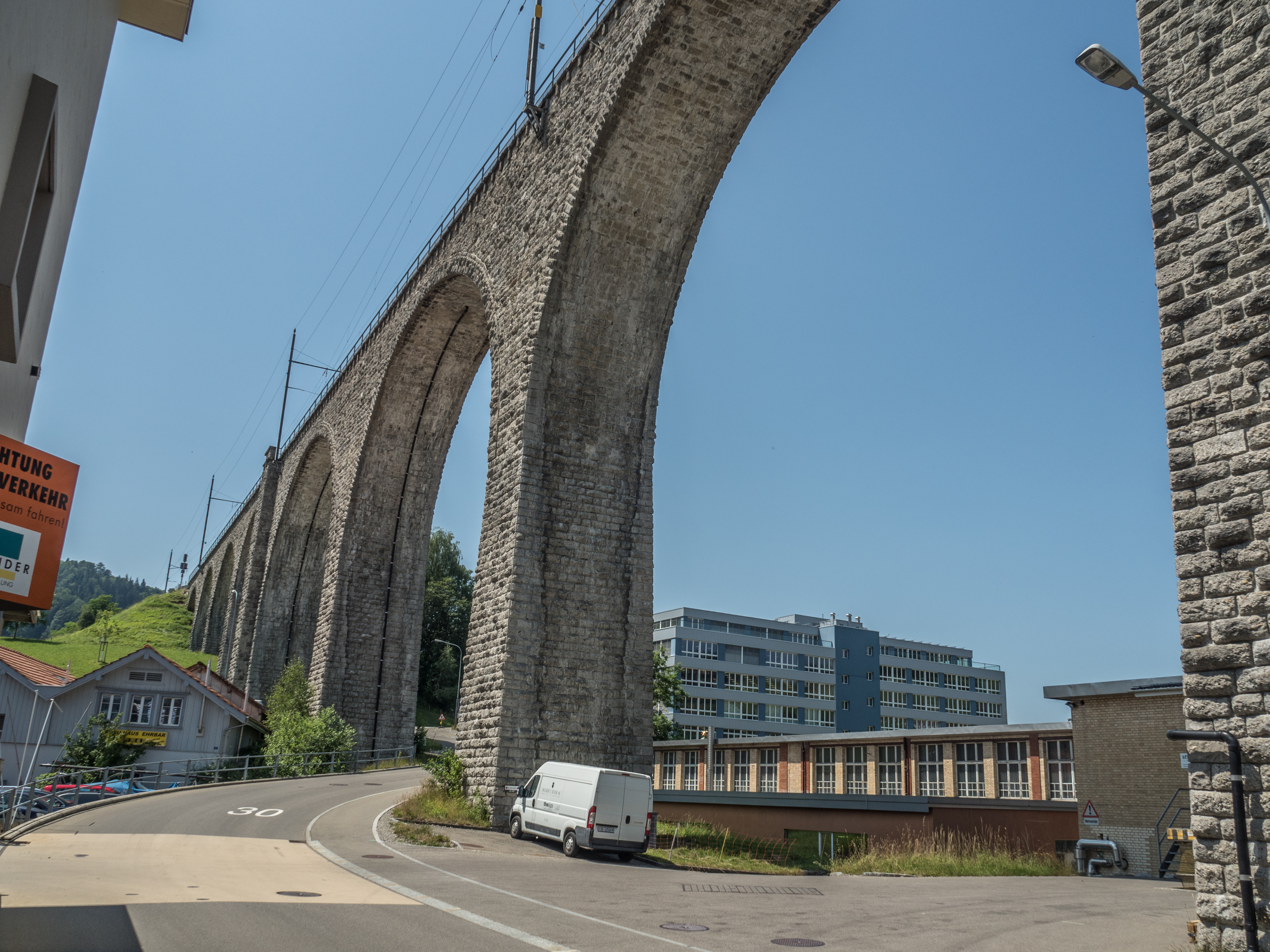
Viadotto del Glatttal sul Glatt a Herisau

Lungo il suo percorso, la Glatt è attraversato da oltre 50 ponti, i più importanti dei quali sono il viadotto del Glatttal a Herisau e il viadotto delle FFS tra Flawil e Gossau. Due terzi dei ponti si trovano nel Canton Appenzello Esterno (principalmente a Herisau) e un terzo nel Canton San Gallo.